# Diskografie Nightwish
Diskografie Nightwish uvádí seznam doposud vydaných alb finské heavymetalové hudební skupiny Nightwish založené v roce 1996 klávesistou Tuomasem Holopainenem. Ta zatím vydala osm studiových, pět koncertních a sedm kompilačních a šest video alb. Zároveň má na kontě také jeden extended play.

## Studiová alba
| Rok  | Název a podrobnosti                                                                   | Ocenění |
| ---- | ------------------------------------------------------------------------------------- | --- |
| 1997 | Angels Fall First - Vydáno: 1. listopadu 1997 - Vydavatelství: Spinefarm Records      | - Finsko: Platinová deska |
| 1998 | Oceanborn - Vydáno: 7. prosince 1998 - Vydavatelství: Spinefarm Records               | - Finsko: 2× Platinová deska |
| 2000 | Wishmaster - Vydáno: 19. května 2000 - Vydavatelství: Spinefarm Records               | - Finsko: 2× Platinová deska |
| 2002 | Century Child - Vydáno: 24. května 2002 - Vydavatelství: Spinefarm Records            | - Finsko: 3× Platinová deska |
| 2004 | Once - Vydáno: 7. června 2004 - Vydavatelství: Nuclear Blast                          | - Finsko: 3× Platinová deska - Německo: 3× Zlatá deska - Rakousko: Zlatá deska - Norsko: Zlatá deska - Švédsko: Zlatá deska - Švýcarsko: Zlatá deska  |
| 2007 | Dark Passion Play - Vydáno: 26. září 2007 - Vydavatelství: Nuclear Blast              | - Finsko: 4× Platinová deska - Německo: Platinová deska - Rakousko: Zlatá deska - Švédsko: Zlatá deska - Švýcarsko: Zlatá deska - Polsko: Zlatá deska |
| 2011 | Imaginaerum - Vydáno: 30. listopadu 2011 - Vydavatelství: Nuclear Blast               | - Finsko: 3× Platinová deska - Německo: Zlatá deska - Řecko: Zlatá deska - Slovensko: Zlatá deska - Švýcarsko: Zlatá deska - Polsko: Zlatá deska      |
| 2015 | Endless Forms Most Beautiful - Vydáno: 27. března 2015 - Vydavatelství: Nuclear Blast | - Finsko: 2× Platinová deska - Německo: Zlatá deska - Česko: Zlatá deska - Švýcarsko: Zlatá deska                                                     |
| 2020 | Human. :II: Nature. - Vydáno: 10. dubna 2020 - Vydavatelství: Nuclear Blast           | |

## Koncertní alba
| Rok  | Název a podrobnosti                                                                                     | Ocenění                                      |
| ---- | --- | -------------------------------------------- |
| 2000 | From Wishes to Eternity - Vydáno: 29. prosince 2000 - Vydavatelství: Spinefarm Records                  | - Finsko: Zlatá deska                        |
| 2006 | End of an Era - Vydáno: 1. června 2006 - Vydavatelství: Nuclear Blast                                   | - Finsko: Zlatá deska - Francie: Zlatá deska |
| 2009 | Made in Hong Kong (And in Various Other Places) - Vydáno: 1. března 2009 - Vydavatelství: Nuclear Blast |                                              |
| 2013 | Showtime, Storytime - Vydáno: 29. listopadu 2013 - Vydavatelství: Nuclear Blast                         |                                              |
| 2016 | Vehicle of Spirit - Vydáno: 16. prosince 2016 - Vydavatelství: Nuclear Blast                            |                                              |

## Kompilační alba
| Rok  | Název a podrobnosti                                                                             |
| ---- | ----------------------------------------------------------------------------------------------- |
| 2000 | Wishmastour 2000 - Vydáno: 2000 - Vydavatelství: XIII Bis Records                               |
| 2004 | Tales from the Elvenpath - Vydáno: 17. října 2004 - Vydavatelství: Drakkar Records              |
| 2005 | Bestwishes - Vydáno: 22. března 2005 - Vydavatelství: Toy's Factory                             |
| 2005 | Highest Hopes: The Best of Nightwish - Vydáno: 17. září 2005 - Vydavatelství: Spinefarm Records |
| 2008 | The Sound of Nightwish Reborn - Vydáno: 2. září 2008 - Vydavatelství: Roadrunner Records        |
| 2011 | Walking in the Air: The Greatest Ballads - Vydáno: 27. května 2011 - Vydavatelství: Sony Music  |
| 2018 | Decades - Vydáno: 9. března 2018 - Vydavatelství: Nuclear Blast                                 |

## Extended play
| Rok  | Název a podrobnosti                                   | Ocenění                      |
| ---- | ----------------------------------------------------- | ---------------------------- |
| 2001 | Over the Hills and Far Away - Vydáno: 25. června 2001 | - Finsko: 2× Platinová deska |

## Video alba
| Rok  | Název a podrobnosti                                                                                     | Ocenění                                      |
| ---- | --- | -------------------------------------------- |
| 2001 | From Wishes to Eternity - Vydáno: 2001 - Vydavatelství: Spinefarm Records                               | - Finsko: Zlatá deska                        |
| 2003 | End of Innocence - Vydáno: 6. října 2003 - Vydavatelství: Spinefarm Records                             | - Finsko: Zlatá deska - Německo: Zlatá deska |
| 2006 | End of an Era - Vydáno: 1. června 2006 - Vydavatelství: Nuclear Blast                                   | - Finsko: Zlatá deska - Francie: Zlatá deska |
| 2009 | Made in Hong Kong (And in Various Other Places) - Vydáno: 1. března 2009 - Vydavatelství: Nuclear Blast |                                              |
| 2013 | Showtime, Storytime - Vydáno: 29. listopadu 2013 - Vydavatelství: Nuclear Blast                         |                                              |
| 2016 | Vehicle of Spirit - Vydáno: 16. prosince 2016 - Vydavatelství: Nuclear Blast                            |                                              |
| 2019 | Decades: Live in Buenos Aires - Vydáno: 6. prosince 2019 - Vydavatelství: Nuclear Blast                 |                                              |
| 2022 | Virtual Live Show from the Islanders Arms 2021 - Vydáno: 11. března 2022 - Vydavatelství: Deggael       |                                              |